# 千葉県の灯台一覧
千葉県の灯台一覧（ちばけんのとうだいいちらん）は、千葉県にある灯台及び、照射灯、標灯、等の光波標識をまとめた一覧である。

## 灯台
- 野島埼灯台 千葉県南房総市（野島埼）
- 安房白浜港灯台 千葉県南房総市（白間津）
- 洲埼灯台 千葉県館山市（洲埼）
- 船形平島灯台 千葉県館山市（平島）
- 江見港前島灯台 千葉県鴨川市（前島）
- 鴨川灯台 千葉県鴨川市（荒島）
- 勝浦灯台 千葉県勝浦市（鮃ケ台）
- 第二海堡灯台 千葉県富津市（第二海堡）
- 太東埼灯台 千葉県いすみ市（太東埼）
- 千葉市稲毛ヨットハーバー灯台 千葉県千葉港千葉区（稲毛海岸海浜公園ヨットハーバー）
- 飯岡灯台 千葉県旭市（刑部埼）
- 犬吠埼灯台 千葉県銚子市（犬吠埼）
- 銚子港一ノ島灯台 千葉県銚子港（一ノ島）

## 廃止された灯台
- 布良鼻灯台 千葉県館山市（布良鼻）
- 館山港沖ノ島灯台 千葉県館山港（沖ノ島）
- 勝山浮島灯台 千葉県安房郡鋸南町（浮島）
- 千葉港葛南市川灯台 千葉県千葉港葛南区（市川漁港物揚場）

## 防波堤灯台
- 乙浜港南防波堤灯台 千葉県南房総市（乙浜港南防波堤南端）
- 富崎港南防波堤灯台 千葉県館山市（富崎港南防波堤外端）
- 千倉港東防波堤灯台 千葉県南房総市（千倉港東防波堤外端）
- 船形港東防波堤灯台 千葉県館山市（船形港東防波堤外端）
- 和田港南防波堤灯台 千葉県安房郡和田町（和田港南防波堤外端）
- 富浦港西防波堤灯台 千葉県南房総市（富浦港西防波堤外端）
- 浜波太港防波堤灯台 千葉県鴨川市（浜波太港防波堤外端）
- 浜波太港防波堤南方照射灯　 千葉県鴨川市（浜波太港防波堤灯台）
- 小浦港西防波堤灯台 千葉県南房総市（小浦港西防波堤外端）
- 鴨川港大浦東口防波堤灯台 千葉県鴨川市（鴨川港大浦東口防波堤外端）
- 鴨川港小寄防波堤灯台 千葉県鴨川市（鴨川港小寄防波堤外端）
- 勝山港南防波堤灯台 千葉県安房郡鋸南町（勝山港南防波堤外端）
- 勝山港北防波堤灯台 千葉県安房郡鋸南町（勝山港北防波堤外端）
- 浜荻港防波堤灯台 千葉県鴨川市（浜荻港航路防波堤外端）
- 天津港西防波堤灯台 千葉県鴨川市（天津港西防波堤外端）
- 小湊港祓防波堤灯台 千葉県鴨川市（祓防波堤外端）
- 天津港南防波堤灯台 千葉県鴨川市（天津港南防波堤外端）
- 浜行川港東防波堤灯台 千葉県勝浦市（浜行川港東防波堤外端）
- 小湊港東防波堤灯台 千葉県鴨川市（小湊港東防波堤外端）
- 小湊港北防波堤灯台 千葉県鴨川市（小湊港北防波堤外端）
- 保田港防波堤灯台 千葉県安房郡鋸南町（保田港防波堤外端）
- 鵜原港A号防波堤灯台 千葉県勝浦市（鵜原港A号防波堤外端）
- 松部港南防波堤灯台 千葉県勝浦市（松部港南防波堤外端）
- 勝浦港南防波堤灯台 千葉県勝浦港（南防波堤外端）
- 勝浦港西防波堤灯台 千葉県勝浦港（西防波堤外端）
- 川津港南防波堤灯台 千葉県勝浦市（川津港南防波堤外端）
- 上総豊浜港防波堤灯台 千葉県勝浦市（豊浜港正面防波堤東端）
- 金谷港第一防波堤灯台 千葉県金谷港（第一防波堤外端）
- 浜金谷港防波堤灯台 千葉県冨津市（浜金谷港防波堤外端）
- 岩和田港防波堤灯台 千葉県夷隅郡御宿町（岩和田港防波堤外端）
- 御宿港南防波堤灯台 千葉県夷隅郡御宿町（御宿港南防波堤外端）
- 萩生港第一防波堤灯台 千葉県富津市（萩生港第一防波堤外端）
- 竹岡港第二防波堤灯台 千葉県富津市（竹岡港第二防波堤外端）
- 大原港外北防波堤灯台 千葉県いすみ市（大原港外北防波堤外端）
- 大原港東防波堤灯台 千葉県いすみ市（大原港東防波堤外端）
- 大原港東防波堤灯台 千葉県いすみ市（大原港東防波堤外端）
- 大原港東沖防波堤灯台 千葉県いすみ市（大原港東沖防波堤北端）
- 大貫港南防波堤灯台 千葉県富津市（大貫港南防波堤外端）
- 富津港下州第二東防波堤灯台 千葉県富津市（富津港下州第二東防波堤外端）
- 富津港東防波堤灯台 千葉県富津市（富津港東防波堤外端）
- 太東港南防波堤灯台 千葉県いすみ市（太東港南防波堤外端）
- 木更津港富津西防波堤灯台 千葉県木更津港（富津西防波堤外端）
- 木更津富津西防波堤灯台 千葉県木更津港（富津西防波堤外端）
- 木更津港JERA富津火力新北防波堤西灯台 千葉県木更津港（東電富津火力新北防波堤西端）
- 木更津港防波堤西灯台　 千葉県木更津港（防波堤西端）
- 片貝港北防波堤灯台 千葉県山武郡九十九里町（片貝港北防波堤外端）
- 千葉港五井防波堤灯台 千葉県千葉港千葉区（五井防波堤外端）
- 千葉港市原防波堤灯台 千葉県千葉港千葉区（市原防波堤西端）
- 千葉港稲毛海浜公園A導流堤灯台 千葉県千葉港千葉区（A導流堤外端）
- 外川港東防波堤灯台 千葉県銚子市（外川港東防波堤外端）
- 名洗港銚子マリーナ南防波堤灯台 千葉県銚子市（名洗港南防波堤外端）
- 名洗港銚子マリーナ北防波堤灯台 千葉県銚子市（名洗港北防波堤外端）
- 銚子港第二漁船だまり河堤灯台 千葉県銚子港（第二漁船だまり河堤外端）
- 銚子港東防波堤川口灯台 千葉県銚子港（東防波堤（沖）北端）
- 銚子港中防波堤灯台 千葉県銚子港（中防波堤外端）
- 銚子港川口東突堤灯台 千葉県銚子港（川口東突堤外端）
- 銚子港東防波堤灯台 千葉県銚子港（東防波堤外端）
- 銚子港西防波堤灯台 千葉県銚子港（西防波堤外端）
- 館山港防波堤灯台 千葉県館山港（防波堤外端）

## 照射灯
- 長崎鼻一ノ島照射灯 千葉県銚子市（長崎鼻）

## 灯標
- 小湊港灯標 小湊港北防波堤灯台（千葉県鴨川市）の西南西方約300メートル
- 千葉港口第1号灯標 千葉県千葉港外港（千葉灯標の西南西方約9.0キロメートル）
- 千葉港口第2号灯標 千葉県千葉港外港（千葉灯標の西南西方約8.9キロメートル）
- 千葉港口第3号灯標 千葉県千葉港外港（千葉灯標の西南西方約6.9キロメートル）
- 千葉港口第4号灯標 千葉県千葉港外港（千葉灯標の西南西方約6.8キロメートル）
- 千葉港口第5号灯標 千葉県千葉港外港（千葉灯標の西南西方約5.0キロメートル）
- 千葉港口第6号灯標 千葉県千葉港外港（千葉灯標の西南西方約4.9キロメートル）
- 千葉港口第7号灯標 千葉県千葉港外港（千葉灯標の西方約3.2キロメートル）
- 千葉港口第8号灯標 千葉県千葉港外港（千葉灯標の西南西方約3.0キロメートル）
- 千葉港姉崎航路第1号灯標 千葉県千葉港千葉区（千葉灯標の南西方約6.6キロメートル）
- 千葉港姉崎航路第2号灯標 千葉県千葉港千葉区（千葉灯標の南西方約7.1キロメートル）
- 千葉港姉崎航路第3号灯標 千葉県千葉港千葉区（千葉灯標の南南西方約7.3キロメートル）
- 千葉港姉崎航路第4号灯標 千葉県千葉港千葉区（千葉灯標の南南西方約7.6キロメートル）
- 千葉港市原航路第1号灯標 千葉県千葉港千葉区（千葉灯標の南南東方約670メートル）
- 千葉港市原航路第2号灯標 千葉県千葉港千葉区（千葉灯標の南方約880メートル）
- 千葉港千種第1号灯標 千葉県千葉港千葉区（千葉灯標の南南西方約6.0キロメートル）
- 千葉港千種第2号灯標 千葉県千葉港千葉区（千葉灯標の南南西方約6.3キロメートル）
- 千葉港第10号灯標 千葉県千葉港千葉区（千葉灯標の北東方約3.8キロメートル）
- 千葉港第1号灯標 千葉県千葉港千葉区（千葉灯標の西北西方約1.6キロメートル）
- 千葉港第2号灯標 千葉県千葉港千葉区（千葉灯標の西北西方約1.4キロメートル）
- 千葉港第3号灯標 千葉県千葉港千葉区（千葉灯標の北方約1.5キロメートル）
- 千葉港第4号灯標 千葉県千葉港千葉区（千葉灯標の北方約1.2キロメートル）
- 千葉港第5号灯標 千葉県千葉港千葉区（千葉灯標の北北東方約2.8キロメートル）
- 千葉港第6号灯標 千葉県千葉港千葉区（千葉灯標の北東方約2.6キロメートル）
- 千葉港第7号灯標 千葉県千葉港千葉区（千葉灯標の北東方約3.6キロメートル）
- 千葉港第9号灯標 千葉県千葉港千葉区（千葉灯標の北東方約3.9キロメートル）
- 千葉港椎津航路第1号灯標 千葉県千葉港千葉区（袖ヶ浦東京ガスシーバース灯の北北東方約2.9キロメートル）
- 千葉港椎津航路第2号灯標 千葉県千葉港千葉区（袖ヶ浦東京ガスシーバース灯の北北東方約2.6キロメートル）
- 千葉港椎津航路第3号灯標 千葉県千葉港千葉区（袖ケ浦東京ガスシーバース灯の北東方約3.3キロメートル）
- 千葉港椎津航路第4号灯標 千葉県千葉港千葉区（袖ケ浦東京ガスシーバース灯の北東方約2.7キロメートル）
- 千葉港椎津航路第5号灯標 千葉県千葉港千葉区（袖ケ浦東京ガスシーバース灯の東方約3.5キロメートル）
- 千葉港椎津航路第6号灯標 千葉県千葉港千葉区（袖ケ浦東京ガスシーバース灯の東北東方約3.2キロメートル）
- 千葉港南袖ヶ浦第2号灯標 千葉県千葉港千葉区（袖ヶ浦東京ガスシーバース灯の北西方約1.3キロメートル）
- 千葉港南袖ケ浦第3号灯標 千葉県千葉港千葉区（袖ヶ浦東京ガス西シーバース灯の南西方約140メートル）
- 千葉港南袖ケ浦第4号灯標 千葉県千葉港千葉区（袖ヶ浦東京ガス西シーバース灯の西南西方約500メートル）
- 千葉灯標 千葉県千葉港千葉区（千葉港五井防波堤灯台の北西方約2.5キロメートル）
- 中ノ瀬航路第1号灯標 第二海堡灯台（千葉県富津市）の北方約4.0キロメートル
- 中ノ瀬航路第2号灯標 第二海堡灯台（千葉県富津市）の北方約3.8キロメートル
- 中ノ瀬航路第3号灯標 第二海堡灯台（千葉県富津市）の北方約6.3キロメートル
- 中ノ瀬航路第4号灯標 第二海堡灯台（千葉県富津市）の北北東方約6.5キロメートル
- 中ノ瀬航路第5号灯標 第二海堡灯台（千葉県富津市）の北北東方約8.7キロメートル
- 中ノ瀬航路第6号灯標 第二海堡灯台（千葉県富津市）の北北東方約8.6キロメートル
- 中ノ瀬航路第7号灯標 第二海堡灯台（千葉県富津市）の北北東方約11キロメートル
- 中ノ瀬航路第8号灯標 第二海堡灯台（千葉県富津市）の北北東方約11キロメートル
- 東京湾アクアライン海ほたるA灯標 京葉シーバース灯（千葉県千葉港千葉区）の南西方約7.8キロメートル
- 東京湾アクアライン海ほたるB灯標 京葉シーバース灯（千葉県千葉港千葉区）の南西方約7.9キロメートル
- 東京湾アクアライン海ほたるC灯標 京葉シーバース灯（千葉県千葉港千葉区）の南西方約7.7キロメートル
- 東京湾アクアライン海ほたるD灯標 京葉シーバース灯（千葉県千葉港千葉区）の南西方約7.7キロメートル
- 東京湾アクアライン海ほたる西方灯標 京葉シーバース灯（千葉県千葉港千葉区）の南西方約7.9キロメートル
- 東京湾横断道路木更津人工島A灯標 京葉シーバース灯（千葉県千葉港千葉区）の南西方約7.8キロメートル
- 東京湾横断道路木更津人工島B灯標 京葉シーバース灯（千葉県千葉港千葉区）の南西方約7.9キロメートル
- 東京湾横断道路木更津人工島C灯標 京葉シーバース灯（千葉県千葉港千葉区）の南西方約7.7キロメートル
- 東京湾横断道路木更津人工島D灯標 京葉シーバース灯（千葉県千葉港千葉区）の南西方約7.7キロメートル
- 東京湾横断道路木更津人工島西方灯標 京葉シーバース灯（千葉県千葉港千葉区）の南西方約7.9キロメートル
- 東京湾中ノ瀬A灯標 第二海堡灯台（千葉県富津市）の北北西方約5.1キロメートル
- 東京湾中ノ瀬B灯標 第二海堡灯台（千葉県富津市）の北北西方約7.9キロメートル
- 東京湾中ノ瀬C灯標 第二海堡灯台（千葉県富津市）の北方約10キロメートル
- 富津南灯標 富津港東防波堤灯台（千葉県富津市）の北西方約400メートル
- 富津北灯標 富津港東防波堤灯台（千葉県富津市）の北北西方約700メートル
- 木更津港沖灯標 第二海堡灯台（千葉県富津市）の北北東方約13キロメートル
- 木更津港口第1号灯標 千葉県木更津港（木更津港防波堤西灯台の西北西方約6.0キロメートル）
- 木更津港口第2号灯標 千葉県木更津港（木更津港防波堤西灯台の西北西方約6.5キロメートル）
- 木更津港第1号灯標 千葉県木更津港（木更津港防波堤西灯台の西北西方約5.1キロメートル）
- 木更津港第2号灯標 千葉県木更津港（木更津港防波堤西灯台の西北西方約5.1キロメートル）
- 木更津港富津第1号灯標 千葉県木更津港（木更津港富津西防波堤灯台の北北西方約5.5キロメートル）
- 木更津港富津第2号灯標 千葉県木更津港（木更津港富津西防波堤灯台の北北西方約5.3キロメートル）

## 指向灯
- 千倉港指向灯 千葉県南房総市（平館）

## 灯浮標
- 浦賀水道航路第5号灯浮標 第二海堡灯台（千葉県富津市）の南南西方約2.0キロメートル
- 浦賀水道航路第6号灯浮標 第二海堡灯台（千葉県富津市）の北西方約2.6キロメートル
- 浦賀水道航路第7号灯浮標 第二海堡灯台（千葉県富津市）の西北西方約3.9キロメートル
- 浦賀水道航路第8号灯浮標 第二海堡灯台（千葉県富津市）の北西方約2.6キロメートル
- 浦賀水道航路中央第4号灯浮標 第二海堡灯台（千葉県富津市）の南南東方約2.4キロメートル
- 浦賀水道航路中央第5号灯浮標 第二海堡灯台（千葉県富津市）の西南西方約900メートル
- 浦賀水道航路中央第6号灯浮標 第二海堡灯台（千葉県富津市）の北西方約3.2キロメートル
- 新日鐵住金君津沖灯浮標 千葉県木更津港（木更津港防波堤西灯台の西方約3.7キロメートル）
- 新日鐵住金君津第1号灯浮標 千葉県木更津港（木更津港防波堤西灯台の西南西方約2.9キロメートル）
- 新日鐵住金君津第2号灯浮標 千葉県木更津港（木更津港防波堤西灯台の西南西方約3.1キロメートル）
- 新日鐵住金君津第3号灯浮標 千葉県木更津港（木更津港防波堤西灯台の西南西方約2.4キロメートル）
- 日本製鉄君津沖灯浮標 千葉県木更津港（木更津港防波堤西灯台の西方約3.7キロメートル）
- 日本製鉄君津第1号灯浮標 千葉県木更津港（木更津港防波堤西灯台の西南西方約2.9キロメートル）
- 日本製鉄君津第2号灯浮標 千葉県木更津港（木更津港防波堤西灯台の西南西方約3.1キロメートル）
- 日本製鉄君津第3号灯浮標 千葉県木更津港（木更津港防波堤西灯台の西南西方約2.4キロメートル）
- 千葉港稲毛ヨットハーバー帆走海域A灯浮標 千葉県千葉港千葉区（千葉灯標の北方約5.0キロメートル）
- 千葉港稲毛ヨットハーバー帆走海域B灯浮標 千葉県千葉港千葉区（千葉灯標の北方約5.9キロメートル）
- 千葉港稲毛ヨットハーバー帆走海域C灯浮標 千葉県千葉港千葉区（千葉灯標の北方約5.2キロメートル）
- 千葉港稲毛ヨットハーバー帆走海域D灯浮標 千葉県千葉港千葉区（千葉灯標の北方約4.4キロメートル）
- 千葉港稲毛ヨットハーバー帆走海域E灯浮標 千葉県千葉港千葉区（千葉灯標の北方約4.0キロメートル）
- 千葉港稲毛ヨットハーバー帆走海域F灯浮標 千葉県千葉港千葉区（千葉灯標の北方約4.5キロメートル）
- 千葉港極東石油第5号灯浮標 千葉県千葉港千葉区（千葉灯標の南方約5.3キロメートル）
- 千葉港極東石油第6号灯浮標 千葉県千葉港千葉区（千葉灯標の南方約6.1キロメートル）
- 千葉港極東石油第7号灯浮標 千葉県千葉港千葉区（千葉灯標の南方約5.4キロメートル）
- 千葉港口第1号灯浮標 千葉県千葉港外港（千葉灯標の西南西方約9.0キロメートル）
- 千葉港口第2号灯浮標 千葉県千葉港外港（千葉灯標の西南西方約8.9キロメートル）
- 千葉港口第3号灯浮標 千葉県千葉港外港（千葉灯標の西南西方約6.9キロメートル）
- 千葉港口第4号灯浮標 千葉県千葉港外港（千葉灯標の西南西方約6.8キロメートル）
- 千葉港口第5号灯浮標 千葉県千葉港外港（千葉灯標の西南西方約5.0キロメートル）
- 千葉港口第6号灯浮標 千葉県千葉港外港（千葉灯標の西南西方約4.9キロメートル）
- 千葉港口第7号灯浮標 千葉県千葉港外港（千葉灯標の西方約3.2キロメートル）
- 千葉港口第8号灯浮標 千葉県千葉港外港（千葉灯標の西南西方約3.0キロメートル）
- 千葉港姉崎航路第1号灯浮標 千葉県千葉港千葉区（千葉灯標の南西方約6.6キロメートル）
- 千葉港姉崎航路第2号灯浮標 千葉県千葉港千葉区（千葉灯標の南西方約7.1キロメートル）
- 千葉港姉崎航路第3号灯浮標 千葉県千葉港千葉区（千葉灯標の南南西方約7.3キロメートル）
- 千葉港姉崎航路第4号灯浮標 千葉県千葉港千葉区（千葉灯標の南南西方約7.6キロメートル）
- 千葉港市原航路第1号灯浮標 千葉県千葉港千葉区（千葉灯標の南南東方約670メートル）
- 千葉港市原航路第2号灯浮標 千葉県千葉港葛南区（千葉灯標の南方約880メートル）
- 千葉港市原航路第3号灯浮標 千葉県千葉港千葉区（千葉灯標の南東方約1.7キロメートル）
- 千葉港市原航路第4号灯浮標 千葉県千葉港葛南区（千葉灯標の南東方約1.7キロメートル）
- 千葉港市原航路第5号灯浮標 千葉県千葉港千葉区（千葉灯標の東南東方約2.8キロメートル）
- 千葉港市原航路第6号灯浮標 千葉県千葉港葛南区（千葉灯標の南東方約2.8キロメートル）
- 千葉港市川西第2号灯浮標 千葉県千葉港葛南区（千葉灯標の北西方約14キロメートル）
- 千葉港市川第1号灯浮標 千葉県千葉港葛南区（千葉灯標の北西方約10キロメートル）
- 千葉港市川第2号灯浮標 千葉県千葉港葛南区（千葉灯標の北西方約9.9キロメートル）
- 千葉港市川第3号灯浮標 千葉県千葉港葛南区（千葉灯標の北西方約11キロメートル）
- 千葉港市川第4号灯浮標 千葉県千葉港葛南区（千葉灯標の北西方約11キロメートル）
- 千葉港市川第5号灯浮標 千葉県千葉港葛南区（千葉灯標の北西方約12キロメートル）
- 千葉港市川第6号灯浮標 千葉県千葉港葛南区（千葉灯標の北西方約12キロメートル）
- 千葉港市川第7号灯浮標 千葉県千葉港葛南区（千葉灯標の北西方約14キロメートル）
- 千葉港市川第8号灯浮標 千葉県千葉港葛南区（千葉灯標の北西方約14キロメートル）
- 千葉港市川第9号仮設灯浮標 千葉県千葉港葛南区（千葉灯標の北西方約14キロメートル）
- 千葉港市川第10号仮設灯浮標 千葉県千葉港葛南区（千葉灯標の北西方約14キロメートル）
- 千葉港新港第1号灯浮標 千葉県千葉港千葉区（千葉灯標の北東方約4.6キロメートル）
- 千葉港新港第4号灯浮標 千葉県千葉港千葉区（千葉灯標の北東方約5.3キロメートル）
- 千葉港千種第1号灯浮標 千葉県千葉港千葉区（千葉灯標の南南西方約6.0キロメートル）
- 千葉港千種第2号灯浮標 千葉県千葉港千葉区（千葉灯標の南南西方約6.3キロメートル）
- 千葉港千種第3号灯浮標 千葉県千葉港千葉区（千葉灯標の南南西方約5.5キロメートル）
- 千葉港千種第4号灯浮標 千葉県千葉港千葉区（千葉灯標の南南西方約5.9キロメートル）
- 千葉港千種第6号灯浮標 千葉県千葉港千葉区（千葉灯標の南南西方約6.1キロメートル）
- 千葉港第1号灯浮標 千葉県千葉港千葉区（千葉灯標の西北西方約1.6キロメートル）
- 千葉港第2号灯浮標 千葉県千葉港千葉区（千葉灯標の西北西方約1.4キロメートル）
- 千葉港第3号灯浮標 千葉県千葉港千葉区（千葉灯標の北方約1.5キロメートル）
- 千葉港第4号灯浮標 千葉県千葉港千葉区（千葉灯標の北方約1.2キロメートル）
- 千葉港第5号灯浮標 千葉県千葉港千葉区（千葉灯標の北北東方約2.8キロメートル）
- 千葉港第6号灯浮標 千葉県千葉港千葉区（千葉灯標の北東方約2.6キロメートル）
- 千葉港第7号灯浮標 千葉県千葉港千葉区（千葉灯標の北東方約3.6キロメートル）
- 千葉港第9号灯浮標 千葉県千葉港千葉区（千葉灯標の北東方約3.9キロメートル）
- 千葉港第10号灯浮標 千葉県千葉港千葉区（千葉灯標の北東方約3.8キロメートル）
- 千葉港第11号灯浮標 千葉県千葉港千葉区（千葉灯標の北東方約4.6キロメートル）
- 千葉港第12号灯浮標 千葉県千葉港千葉区（千葉灯標の北東方約4.4キロメートル）
- 千葉港第14号灯浮標 千葉県千葉港千葉区（千葉灯標の東北東方約5.4キロメートル）
- 千葉港中袖地先灯浮標 千葉県千葉港千葉区（袖ケ浦東京ガスシーバース灯の東北東方約1.0キロメートル）
- 千葉港椎津航路第1号灯浮標 千葉県千葉港千葉区（袖ヶ浦東京ガスシーバース灯の北北東方約2.9キロメートル）
- 千葉港椎津航路第2号灯浮標 千葉県千葉港千葉区（袖ヶ浦東京ガスシーバース灯の北北東方約2.6キロメートル）
- 千葉港椎津航路第3号灯浮標 千葉県千葉港千葉区（袖ヶ浦東京ガスシーバース灯の北東方約3.3キロメートル）
- 千葉港椎津航路第4号灯浮標 千葉県千葉港千葉区（袖ヶ浦東京ガスシーバース灯の北東方約2.7キロメートル）
- 千葉港椎津航路第5号灯浮標 千葉県千葉港千葉区（袖ヶ浦東京ガスシーバース灯の東方約3.5キロメートル）
- 千葉港椎津航路第6号灯浮標 千葉県千葉港千葉区（袖ヶ浦東京ガスシーバース灯の東北東方約3.2キロメートル）
- 千葉港東京ガスシーバース沖灯浮標 千葉県千葉港（袖ケ浦東京ガスシーバース灯の北西方約1.0キロメートル）
- 千葉港南袖ヶ浦第2号灯浮標 千葉県千葉港千葉区（袖ヶ浦東京ガス西シーバース灯の北西方約1.3キロメートル）
- 千葉港南袖ヶ浦第3号灯浮標 千葉県千葉港千葉区（袖ヶ浦東京ガス西シーバース灯の南西方約140メートル）
- 千葉港南袖ヶ浦第4号灯浮標 千葉県千葉港千葉区（袖ヶ浦東京ガス西シーバース灯の西南西方約500メートル）
- 千葉港北袖ヶ浦第1号灯浮標 千葉県千葉港千葉区（袖ヶ浦東京ガスシーバース灯の北東方約1.5キロメートル）
- 千葉港北袖ヶ浦第2号灯浮標 千葉県千葉港千葉区（袖ヶ浦東京ガスシーバース灯の北東方約1.3キロメートル）
- 千葉港北袖ヶ浦第3号灯浮標 千葉県千葉港千葉区（袖ヶ浦東京ガスシーバース灯の東北東方約2.1キロメートル）
- 千葉港北袖ヶ浦第4号灯浮標 千葉県千葉港千葉区（袖ヶ浦東京ガスシーバース灯の東方約1.8キロメートル）
- 船橋第1号灯浮標 千葉県千葉港外港（浦安沖灯標の東南東方約8.2キロメートル）
- 船橋第2号灯浮標 千葉県千葉港外港（浦安沖灯標の東南東方約8.8キロメートル）
- 船橋第2号灯浮標 千葉県千葉港外港（浦安沖灯標の東南東方約8.8キロメートル）
- 船橋第3号灯浮標 千葉県千葉港外港（浦安沖灯標の東方約8.1キロメートル）
- 船橋第4号灯浮標 千葉県千葉港外港（浦安沖灯標の東方約8.4キロメートル）
- 船橋第5号灯浮標 千葉県千葉港葛南区（浦安沖灯標の東北東方約8.2キロメートル）
- 船橋第6号灯浮標 千葉県千葉港葛南区（浦安沖灯標の東北東方約8.5キロメートル）
- 船橋第7号灯浮標 千葉県千葉港葛南区（浦安沖灯標の東北東方約8.9キロメートル）
- 船橋第8号灯浮標 千葉県千葉港葛南区（浦安沖灯標の東北東方約9.2キロメートル）
- 船橋第9号灯浮標 千葉県千葉港葛南区（浦安沖灯標の東北東方約9.3キロメートル）
- 船橋第10号灯浮標 千葉県千葉港葛南区（浦安沖灯標の東北東方約9.6キロメートル）
- 船橋第11号灯浮標 千葉県千葉港葛南区（浦安沖灯標の北東方約9.8キロメートル）
- 船橋第12号灯浮標 千葉県千葉港葛南区（浦安沖灯標の北東方約10キロメートル）
- 第二海堡南東方灯浮標 第二海堡灯台（千葉県富津市）の南東方約1.6キロメートル
- 中ノ瀬航路第1号灯浮標 第二海堡灯台（千葉県富津市）の北方約4.0キロメートル
- 中ノ瀬航路第2号灯浮標 第二海堡灯台（千葉県富津市）の北方約3.8キロメートル
- 中ノ瀬航路第2号灯浮標 第二海堡灯台（千葉県富津市）の北方約3.8キロメートル
- 中ノ瀬航路第3号灯浮標 第二海堡灯台（千葉県富津市）の北方約6.3キロメートル
- 中ノ瀬航路第4号灯浮標 第二海堡灯台（千葉県富津市）の北北東方約6.5キロメートル
- 中ノ瀬航路第5号灯浮標 第二海堡灯台（千葉県富津市）の北北東方約8.7キロメートル
- 中ノ瀬航路第6号灯浮標 第二海堡灯台（千葉県富津市）の北北東方約8.6キロメートル
- 中ノ瀬航路第7号灯浮標 第二海堡灯台（千葉県富津市）の北北東方約11キロメートル
- 中ノ瀬航路第8号灯浮標 第二海堡灯台（千葉県富津市）の北北東方約11キロメートル
- 東京湾中ノ瀬A灯浮標 第二海堡灯台（千葉県富津市）の北北西方約5.1キロメートル
- 東京湾中ノ瀬B灯浮標 第二海堡灯台（千葉県富津市）の北北西方約7.9キロメートル
- 東京湾中ノ瀬C灯浮標 第二海堡灯台（千葉県富津市）の北方約10キロメートル
- 東京湾中ノ瀬D灯浮標 第二海堡灯台（千葉県富津市）の北方約12キロメートル
- 東京湾中ノ瀬西方第1号灯浮標 第二海堡灯台（千葉県富津市）の北北西方約8.3キロメートル
- 東京湾中ノ瀬西方第2号灯浮標 第二海堡灯台（千葉県富津市）の北方約11キロメートル
- 東京湾中ノ瀬西方第3号灯浮標 第二海堡灯台（千葉県富津市）の北方約12キロメートル
- 盤洲沖A灯浮標 盤洲鼻（千葉県木更津市）の西方約3.0キロメートル
- 盤洲沖B灯浮標 盤洲鼻（千葉県木更津市）の北方約4.5キロメートル
- 盤洲沖C灯浮標 千葉県千葉港千葉区（袖ヶ浦東京ガスシーバース灯の西南西方約1.9キロメートル）
- 富浦沖灯浮標 南無谷埼（千葉県南房総市）の西方約2.0キロメートル
- 富津沖灯浮標 富津港東防波堤灯台（千葉県富津市）の北西方約1.5キロメートル
- 木更津港沖仮設灯浮標 第2海堡灯台（千葉県富津市）の北北東方約13キロメートル
- 木更津港沖灯浮標 第二海堡灯台（千葉県富津市）の北北東方約13キロメートル
- 木更津港口第1号灯浮標 千葉県木更津港（木更津港防波堤西灯台の西北西方約6.0キロメートル）
- 木更津港口第2号灯浮標 千葉県木更津港（木更津港防波堤西灯台の西北西方約6.5キロメートル）
- 木更津港新日鐵住金中央岸壁沖浮標 千葉県木更津港（木更津港防波堤西灯台の南東方約640メートル）
- 木更津港新日鐵住金中央岸壁灯浮標 千葉県木更津港（木更津港防波堤西灯台の南南東方約1.0キロメートル）
- 木更津港新日鐵住金東岸壁灯浮標 千葉県木更津港（木更津港防波堤西灯台の南東方約2.5キロメートル）
- 木更津港君津沖仮設灯浮標 千葉県木更津港（木更津港防波堤西灯台の西方約3.7キロメートル）
- 木更津港日本製鉄中央岸壁沖浮標 千葉県木更津港（木更津港防波堤西灯台の南東方約640メートル）
- 木更津港日本製鉄中央岸壁灯浮標 千葉県木更津港（木更津港防波堤西灯台の南南東方約1.0キロメートル）
- 木更津港日本製鉄東岸壁灯浮標 千葉県木更津港（木更津港防波堤西灯台の南東方約2.5キロメートル）
- 木更津港第1号灯浮標 千葉県木更津港（木更津港防波堤西灯台の西北西方約5.1キロメートル）
- 木更津港第2号灯浮標 千葉県木更津港（木更津港防波堤西灯台の西北西方約5.1キロメートル）
- 木更津港第3号灯浮標 千葉県木更津港（木更津港防波堤西灯台の西北西方約4.1キロメートル）
- 木更津港第4号灯浮標 千葉県木更津港（木更津港防波堤西灯台の西北西方約4.1キロメートル）
- 木更津港第5号灯浮標 千葉県木更津港（木更津港防波堤西灯台の西北西方約3.1キロメートル）
- 木更津港第6号灯浮標 千葉県木更津港（木更津港防波堤西灯台の西北西方約3.1キロメートル）
- 木更津港第7号灯浮標 千葉県木更津港（木更津港防波堤西灯台の西北西方約2.1キロメートル）
- 木更津港第8号灯浮標 千葉県木更津港（木更津港防波堤西灯台の西北西方約2.2キロメートル）
- 木更津港第9号灯浮標 千葉県木更津港（木更津港防波堤西灯台の西北西方約1.1キロメートル）
- 木更津港第10号灯浮標 千葉県木更津港（木更津港防波堤西灯台の西方約1.3キロメートル）
- 木更津港第11号灯浮標 千葉県木更津港（木更津港防波堤西灯台の西南西方約270メートル）
- 木更津港第12号灯浮標 千葉県木更津港（木更津港防波堤西灯台の南西方約680メートル）
- 木更津港内第1号灯浮標 千葉県木更津港（木更津港防波堤西灯台の東南東方約1.5キロメートル）
- 木更津港内第3号灯浮標 千葉県木更津港（木更津港防波堤西灯台の東方約2.5キロメートル）
- 木更津港内第3号灯浮標 千葉県木更津港（木更津港防波堤西灯台の東方約3.5キロメートル）
- 木更津港内第4号灯浮標 千葉県木更津港（木更津港防波堤西灯台の東方約3.6キロメートル）
- 木更津港内第5号灯浮標 千葉県木更津港（木更津港防波堤西灯台の東方約3.5キロメートル）
- 木更津港富津第1号灯浮標 千葉県木更津港（木更津港富津西防波堤灯台の北北西方約5.5キロメートル）
- 木更津港富津第2号灯浮標 千葉県木更津港（木更津港富津西防波堤灯台の北北西方約5.3キロメートル）
- 木更津港富津第3号灯浮標 千葉県木更津港（木更津港富津西防波堤灯台の北北西方約4.4キロメートル）
- 木更津港富津第4号灯浮標 千葉県木更津港（木更津港富津西防波堤灯台の北北西方約4.4キロメートル）
- 木更津港富津第5号灯浮標 千葉県木更津港（木更津港富津西防波堤灯台の北北西方約3.4キロメートル）
- 木更津港富津第6号灯浮標 千葉県木更津港（木更津港富津西防波堤灯台の北北西方約3.4キロメートル）
- 木更津港富津第7号灯浮標 千葉県木更津港（木更津港富津西防波堤灯台の北北西方約2.5キロメートル）
- 木更津港富津第8号灯浮標 千葉県木更津港（木更津港富津西防波堤灯台の北北西方約2.5キロメートル）
- 木更津港富津第9号灯浮標 千葉県木更津港（木更津港富津西防波堤灯台の北方約1.5キロメートル）
- 木更津港富津第10号灯浮標 千葉県木更津港（木更津港富津西防波堤灯台の北北西方約1.5キロメートル）
- 木更津港富津第12号仮設灯浮標 千葉県木更津港（富津港東防波堤灯台の北方約2.5キロメートル）
- 木更津港富津第14号仮設灯浮標 千葉県木更津港（富津港東防波堤灯台の北方約1.6キロメートル）

## 浮標
- 宇部興産千葉第1号浮標 千葉県千葉港千葉区（千葉灯標の南方約3.8キロメートル）
- 宇部興産千葉第2号浮標 千葉県千葉港千葉区（千葉灯標の南方約3.8キロメートル）
- 千葉港新港第3号浮標 千葉県千葉港千葉区（千葉港丸紅シーバース灯の北東方約1.0キロメートル）
- 千葉港新港第6号浮標 千葉県千葉港千葉区（千葉港丸紅シーバース灯の北東方約1.5キロメートル）
- 千葉港北袖ケ浦第5号仮設浮標 千葉県千葉港千葉区（袖ケ浦東京ガスシーバース灯の東方約2.4キロメートル）
- 千葉港北袖ケ浦第6号仮設浮標 千葉県千葉港千葉区（袖ケ浦東京ガスシーバース灯の東方約2.1キロメートル）
- 木更津港新日鐵住金東岸壁第1号浮標 千葉県木更津港（木更津港防波堤西灯台の南東方約1.9キロメートル）
- 木更津港新日鐵住金東岸壁第3号浮標 千葉県木更津港（木更津港防波堤西灯台の南東方約2.3キロメートル）
- 木更津港日本製鉄東岸壁第1号浮標 千葉県木更津港（木更津港防波堤西灯台の南東方約1.9キロメートル）
- 木更津港日本製鉄東岸壁第3号浮標 千葉県木更津港（木更津港防波堤西灯台の南東方約2.3キロメートル）
- 新日鐵住金君津第4号浮標 千葉県木更津港（木更津港防波堤西灯台の西南西方約2.7キロメートル）
- 新日鐵住金君津第6号浮標 千葉県木更津港（木更津港防波堤西灯台の南西方約2.5キロメートル）
- 新日鐵住金君津第8号浮標 千葉県木更津港（木更津港防波堤西灯台の南南西方約2.8キロメートル）
- 日本製鉄君津第4号浮標 千葉県木更津港（木更津港防波堤西灯台の西南西方約2.7キロメートル）
- 日本製鉄君津第6号浮標 千葉県木更津港（木更津港防波堤西灯台の南西方約2.5キロメートル）
- 日本製鉄君津第8号浮標 千葉県木更津港（木更津港防波堤西灯台の南南西方約2.8キロメートル）

## シーバース灯
- 袖ヶ浦東京ガスシーバース灯 千葉県袖ヶ浦市（中袖地先）
- 袖ヶ浦東京ガス西シーバース灯 千葉県袖ヶ浦市（中袖地先）
- 京葉シーバース灯 千葉県千葉港千葉区（千葉灯標の南西方約12キロメートル）
- 千葉港極東石油シーバース灯 千葉県千葉港千葉区（千葉灯標の南方約5.7キロメートル）
- 千葉港コスモ石油第二シーバース灯 千葉県千葉港千葉区（千葉灯標の南西方約5.7キロメートル）
- 千葉港コスモ石油シーバース灯 千葉県千葉港千葉区（千葉灯標の南南東方約3.3キロメートル）
- 千葉港丸紅シーバース灯 千葉県千葉港千葉区（新港信号所の西南西方約480メートル）

## 橋梁灯
- 中の島大橋橋梁灯（P3灯） 中の島大橋橋梁灯（C1灯）の南南東方約45メートル
- 中の島大橋橋梁灯（P4灯） 中の島大橋橋梁灯（C2灯）の南南東方約45メートル
- 中の島大橋橋梁灯（R1灯） 中の島大橋橋梁灯（C1灯）の北北東方約40メートル
- 中の島大橋橋梁灯（R2灯） 中の島大橋橋梁灯（C2灯）の南南東方約40メートル
- 中の島大橋橋梁灯（L1灯） 中の島大橋橋梁灯（C1灯）の北北西方約40メートル
- 中の島大橋橋梁灯（L2灯） 中の島大橋橋梁灯（C2灯）の北北西方約40メートル
- 中の島大橋橋梁灯（P1灯） 中の島大橋橋梁灯（C1灯）の北北西方約45メートル
- 中の島大橋橋梁灯（P2灯） 中の島大橋橋梁灯（C2灯）の北北西方約45メートル
- 中の島大橋橋梁灯（C1灯） 千葉県木更津港（木更津港防波堤西灯台の東方約4.8キロメートル）
- 中の島大橋橋梁灯（C2灯） 千葉県木更津港（木更津港防波堤西灯台の東方約4.8キロメートル）
- 東京湾アクアライン橋梁灯（P1灯） 東京湾アクアライン橋梁灯（C5灯）の北西方約1.1キロメートル
- 東京湾アクアライン橋梁灯（P2灯） 東京湾アクアライン橋梁灯（C2灯）の北西方約590メートル
- 東京湾アクアライン橋梁灯（P3灯） 東京湾アクアライン橋梁灯（C5灯）の北西方約940メートル
- 東京湾アクアライン橋梁灯（P4灯） 東京湾アクアライン橋梁灯（C2灯）の北西方約480メートル
- 東京湾アクアライン橋梁灯（P5灯） 東京湾アクアライン橋梁灯（C5灯）の北西方約820メートル
- 東京湾アクアライン橋梁灯（P6灯） 東京湾アクアライン橋梁灯（C2灯）の北西方約360メートル
- 東京湾アクアライン橋梁灯（P7灯） 東京湾アクアライン橋梁灯（C5灯）の北西方約690メートル
- 東京湾アクアライン橋梁灯（P8灯） 東京湾アクアライン橋梁灯（C2灯）の北西方約230メートル
- 東京湾アクアライン橋梁灯（P9灯） 東京湾アクアライン橋梁灯（C5灯）の北西方約550メートル
- 東京湾アクアライン橋梁灯（P10灯） 東京湾アクアライン橋梁灯（C2灯）の北西方約94メートル
- 東京湾アクアライン橋梁灯（P11灯） 東京湾アクアライン橋梁灯（C5灯）の北西方約360メートル
- 東京湾アクアライン橋梁灯（P12灯） 東京湾アクアライン橋梁灯（C2灯）の南東方約96メートル
- 東京湾アクアライン橋梁灯（P13灯） 東京湾アクアライン橋梁灯（C5灯）の北西方約120メートル
- 東京湾アクアライン橋梁灯（P14灯） 東京湾アクアライン橋梁灯（C2灯）の南東方約340メートル
- 東京湾アクアライン橋梁灯（P15灯） 東京湾アクアライン橋梁灯（C5灯）の南東方約120メートル
- 東京湾アクアライン橋梁灯（P16灯） 東京湾アクアライン橋梁灯（C2灯）の南東方約580メートル
- 東京湾アクアライン橋梁灯（P17灯） 東京湾アクアライン橋梁灯（C5灯）の南東方約310メートル
- 東京湾アクアライン橋梁灯（P18灯） 東京湾アクアライン橋梁灯（C2灯）の南東方約770メートル
- 東京湾アクアライン橋梁灯（P19灯） 東京湾アクアライン橋梁灯（C5灯）の南東方約450メートル
- 東京湾アクアライン橋梁灯（P20灯） 東京湾アクアライン橋梁灯（C2灯）の南東方約910メートル
- 東京湾アクアライン橋梁灯（P21灯） 東京湾アクアライン橋梁灯（C5灯）の南東方約580メートル
- 東京湾アクアライン橋梁灯（P22灯） 東京湾アクアライン橋梁灯（C2灯）の南東方約1.0キロメートル
- 東京湾アクアライン橋梁灯（P23灯） 東京湾アクアライン橋梁灯（C5灯）の南東方約700メートル
- 東京湾アクアライン橋梁灯（P24灯） 東京湾アクアライン橋梁灯（C2灯）の南東方約1.2キロメートル
- 東京湾アクアライン橋梁灯（P25灯） 東京湾アクアライン橋梁灯（C5灯）の南東方約810メートル
- 東京湾アクアライン橋梁灯（P26灯） 東京湾アクアライン橋梁灯（C2灯）の南東方約1.3キロメートル
- 東京湾アクアライン橋梁灯（P27灯） 東京湾アクアライン橋梁灯（C5灯）の南東方約910メートル
- 東京湾アクアライン橋梁灯（P28灯） 東京湾アクアライン橋梁灯（C2灯）の南東方約1.4キロメートル
- 東京湾アクアライン橋梁灯（P29灯） 東京湾アクアライン橋梁灯（C5灯）の南東方約1.0キロメートル
- 東京湾アクアライン橋梁灯（P30灯） 東京湾アクアライン橋梁灯（C2灯）の南東方約1.5キロメートル
- 東京湾アクアライン橋梁灯（P31灯） 東京湾アクアライン橋梁灯（C5灯）の南東方約1.1キロメートル
- 東京湾アクアライン橋梁灯（P32灯） 東京湾アクアライン橋梁灯（C2灯）の南東方約1.5キロメートル
- 東京湾アクアライン橋梁灯（P33灯） 東京湾アクアライン橋梁灯（C5灯）の南東方約1.2キロメートル
- 東京湾アクアライン橋梁灯（P34灯） 東京湾アクアライン橋梁灯（C2灯）の南東方約1.6キロメートル
- 東京湾アクアライン橋梁灯（P35灯） 東京湾アクアライン橋梁灯（C5灯）の南東方約1.2キロメートル
- 東京湾アクアライン橋梁灯（P36灯） 東京湾アクアライン橋梁灯（C2灯）の南東方約1.7キロメートル
- 東京湾アクアライン橋梁灯（P37灯） 東京湾アクアライン橋梁灯（C5灯）の南東方約1.3キロメートル
- 東京湾アクアライン橋梁灯（P38灯） 東京湾アクアライン橋梁灯（C2灯）の南東方約1.8キロメートル
- 東京湾アクアライン橋梁灯（P39灯） 東京湾アクアライン橋梁灯（C5灯）の南東方約1.4キロメートル
- 東京湾アクアライン橋梁灯（P40灯） 東京湾アクアライン橋梁灯（C2灯）の南東方約1.9キロメートル
- 東京湾アクアライン橋梁灯（P41灯） 東京湾アクアライン橋梁灯（C5灯）の南東方約1.5キロメートル
- 東京湾アクアライン橋梁灯（P42灯） 東京湾アクアライン橋梁灯（C2灯）の南東方約1.9キロメートル
- 東京湾アクアライン橋梁灯（R2灯） 東京湾アクアライン橋梁灯（C2灯）の南東方約82メートル
- 東京湾アクアライン橋梁灯（R4灯） 東京湾アクアライン橋梁灯（C2灯）の南東方約320メートル
- 東京湾アクアライン橋梁灯（R5灯） 東京湾アクアライン橋梁灯（C5灯）の南東方約110メートル
- 東京湾アクアライン橋梁灯（R7灯） 東京湾アクアライン橋梁灯（C5灯）の南東方約300メートル
- 東京湾アクアライン橋梁灯（L2灯） 東京湾アクアライン橋梁灯（C2灯）の北西方約82メートル
- 東京湾アクアライン橋梁灯（L4灯） 東京湾アクアライン橋梁灯（C2灯）の南東方約110メートル
- 東京湾アクアライン橋梁灯（L5灯） 東京湾アクアライン橋梁灯（C5灯）の北西方約110メートル
- 東京湾アクアライン橋梁灯（L7灯） 東京湾アクアライン橋梁灯（C5灯）の南東方約130メートル
- 銚子大橋橋梁灯（P1灯） 銚子大橋橋梁灯（L1灯）の南南東方約29メートル
- 銚子大橋橋梁灯（R1灯） 銚子大橋橋梁灯（L1灯）の北方約50メートル
- 銚子大橋橋梁灯（P3灯） 銚子大橋橋梁灯（L1灯）の北北東方約78メートル
- 銚子大橋橋梁灯（P2灯） 銚子大橋橋梁灯（L1灯）の南南西方約28メートル
- 銚子大橋橋梁灯（L1灯） 千葉県銚子港（銚子港一ノ島灯台の西南西方約3.1キロメートル）
- 銚子大橋橋梁灯（P4灯） 銚子大橋橋梁灯（L1灯）の北方約79メートル

## 橋梁標
- 東京湾アクアライン橋梁標（C2標） 京葉シーバース灯（千葉県千葉港千葉区）の南西方約7.7キロメートル
- 東京湾アクアライン橋梁標（C4標） 東京湾アクアライン橋梁標（C2標）の南東方約220メートル
- 東京湾アクアライン橋梁標（C5標） 京葉シーバース灯（千葉県千葉港千葉区）の南西方約7.7キロメートル
- 東京湾アクアライン橋梁標（C7標） 東京湾アクアライン橋梁標（C5標）の南東方約220メートル
- 東京湾アクアライン橋梁標（L2標） 東京湾アクアライン橋梁標（C2標）の北西方約82メートル
- 東京湾アクアライン橋梁標（L4標） 東京湾アクアライン橋梁標（C2標）の南東方約110メートル
- 東京湾アクアライン橋梁標（L5標） 東京湾アクアライン橋梁標（C5標）の北西方約110メートル
- 東京湾アクアライン橋梁標（L7標） 東京湾アクアライン橋梁標（C5標）の南東方約130メートル
- 東京湾アクアライン橋梁標（R2標） 東京湾アクアライン橋梁標（C2標）の南東方約82メートル
- 東京湾アクアライン橋梁標（R4標） 東京湾アクアライン橋梁標（C2標）の南東方約320メートル
- 東京湾アクアライン橋梁標（R5標） 東京湾アクアライン橋梁標（C5標）の南東方約110メートル
- 東京湾アクアライン橋梁標（R7標） 東京湾アクアライン橋梁標（C5標）の南東方約300メートル

## 導灯
- 乙浜港導灯（前灯） 千葉県南房総市（乙浜港南防波堤灯台の北方約410メートル）
- 乙浜港導灯（後灯） 千葉県南房総市（前灯の西方約120メートル）
- 七浦港導灯（前灯） 千葉県南房総市（平磯）
- 七浦港導灯（後灯） 千葉県南房総市（前灯の西北西方約120メートル）
- 木更津港新日鐵住金導灯（後灯）千葉県木更津市（前灯の東南東方約580メートル）
- 木更津港新日鐵住金導灯（前灯）千葉県君津市（木更津港防波堤西灯台の南東方約2.8キロメートル）
- 木更津港日本製鉄導灯（後灯） 千葉県木更津市（前灯の東南東方約580メートル）
- 木更津港日本製鉄導灯（前灯） 千葉県君津市（木更津港防波堤西灯台の南東方約2.8キロメートル）

## 導標
- 木更津港JERA富津火力導標（前標） 千葉県富津市
- 木更津港JERA富津火力導標（後標） 千葉県富津市（前標の南南西方約540メートル）

## ディファレンシャルGPS局
- 浦安ディファレンシャルGPS局 千葉県浦安市（千鳥）
- 犬吠埼ディファレンシャルGPS局 千葉県銚子市（犬吠埼）

## その他
- 野島埼無線方位信号所 千葉県南房総市（野島埼）
- 第二海堡無線方位信号所 千葉県富津市（第二海堡）
- 浦賀水道航路北口無線方位信号所 第二海堡灯台（千葉県富津市）の北西方約3.2キロメートル（浦賀水道航路第6号灯浮標）
- 木更津港東電富津火力LNGバース灯 千葉県木更津港（東電富津火力LNGバース中央）
- 東京湾中ノ瀬D無線方位信号所 第二海堡灯台（千葉県富津市）の北方約12キロメートル（東京湾中ノ瀬D灯浮標）
- 東京湾アクアラインP7橋脚無線方位信号所 京葉シーバース灯（千葉県千葉港千葉区）の南西方約7.7キロメートル
- 東京湾アクアライン海ほたる灯 京葉シーバース灯（千葉県千葉港千葉区）の南西方約7.7キロメートル
- 千葉港波浪観測塔灯 千葉県千葉港千葉区（千葉灯標の北北西方約5.1キロメートル）
- 銚子沖洋上風況観測タワー灯 外川港東防波堤灯台（千葉県銚子市）の西南西方約2.8キロメートル
- 銚子沖洋上風力発電施設灯 外川港東防波堤灯台（千葉県銚子市）の西南西方約3.0キロメートル
- 犬吠埼船舶通航信号所 千葉県銚子市（犬吠埼）